# PASS
PASS (ang. Prediction of Activity Spectra for Substances) – program komputerowy przewidujący spektrum aktywności badanej substancji chemicznej, czyli potencjalne działania farmakologiczne i toksyczne, na podstawie jej wzoru strukturalnego. PASS znalazł zastosowanie w projektowaniu leków, farmakologii oraz toksykologii. Powstał w Instytucie Chemii Biomedycznej Rosyjskiej Akademii Nauk w Moskwie.

## Spektrum aktywności biologicznej
Z reguły związek chemiczny, nawet lek celowany na określoną chorobę, wywiera wiele działań na organizm ludzki, wiążąc się z licznymi receptorami, enzymami itp. Poza aktywnością o znaczeniu farmakologicznym związki chemiczne wykazują działania toksyczne.
Zbiór wszystkich aktywności danego związku chemicznego definiuje się jako spektrum bioaktywności. Koncepcję tę wprowadzili autorzy programu PASS w roku 1996.
Zazwyczaj pełne spektrum aktywności nawet dobrze zbadanych związków chemicznych jest nieznane.

## Krótki opis
PASS przewiduje obecnie (rok 2011) 4444 rodzajów aktywności biologicznej, w tym efekty farmakologiczne, mechanizmy działania, toksyczność, działania niepożądane, interakcje z enzymami metabolicznymi i transporterami, wpływ na ekspresję genów, itd.
U podstawy PASS leży założenie, że aktywność związku jest funkcją jego struktury. Przewidywanie aktywności danej substancji polega na porównaniu jej struktury ze wzorami ponad 250 000 związków aktywnych biologicznie zawartych w bazie wbudowanej w oprogramowanie, do których należą leki, związki będące kandydatami na leki oraz substancje toksyczne. Baza ta opracowywana jest na podstawie publikacji w czasopismach, patentów oraz innych baz danych.
Do przeprowadzenia analizy PASS potrzebny jest jedynie wzór strukturalny danego związku, co jest o tyle ważne, że na początkowych etapach prac nad związkiem chemicznym dostępny jest bardzo często jedynie jego wzór strukturalny, brak zaś informacji o aktywnej konformacji, czy właściwościach fizykochemicznych. Przewidywanie aktywności z pomocą PASS jest więc możliwe również dla związków wyłącznie zaprojektowanych.

## Historia
Idea PASS powstała w Związku Radzieckim w latach siedemdziesiątych XX wieku. Wprowadzono wtedy Narodowy System Rejestracji Nowych Związków Chemicznych, w ramach którego naukowiec syntetyzujący nowy związek chemiczny lub ekstrahujący produkt naturalny musiał zgłosić strukturę związku wraz z informacjami o jego właściwościach fizyko-chemicznych i aktywności biologicznej do tegoż systemu.
Zaproponowano wtedy zastosowanie komputerowych metod obliczeniowych w celu identyfikacji prawdopodobnej aktywności biologicznej i wyboru najbardziej obiecujących związków do dalszych badań. Pierwsze takie próby miały miejsce w 1976 roku.
W 1995 pojawiła się pierwsza publikacja na temat PASS, Program potrafił przewidzieć wówczas 114 działań, zawierał bazę 9314 związków i oceniał spektrum działania ze średnią trafnością 76%.
PASS był sukcesywnie rozwijany, co skutkowało poszerzeniem liczby aktywności oraz związków w bazie, a także wzrostem skuteczności przewidywań.
Wersja PASS 9.1 z roku 2009 przewidywała już 3750 aktywności, a baza związków przekroczyła 200 000.
Wersja programu z roku 2011 (PASS 11.4) przewiduje 4444 rodzajów aktywności biologicznej ze średnią trafnością przewidywania ok. 95%. Baza zawiera obecnie 250 407 substancji aktywnych.
Duży wpływ na wzrost znaczenia PASS ma rozwój techniki komputerowej, dzięki któremu analiza programem nawet dla dużej ilości związków może zostać przeprowadzona w bardzo krótkim czasie.

## Zasada działania
Wyznaczanie aktywności nowego związku opiera się na ocenie jego podobieństwa do struktur biologicznie aktywnych związków znajdujących się w bazie programu.
Opracowano wiele sposobów oceniania podobieństwa związków chemicznych (ang. chemical similarity) opartych, czy to na strukturze związków 2D lub 3D, czy też na właściwościach kwantowochemicznych.
Program PASS stosuje opis podobieństwa 2D z użyciem deskryptorów MNA (ang. Multilevel Neighbourhoods of Atoms) – wielopoziomowego sąsiedztwa atomów, opracowanych przez autorów programu.

### Deskryptory MNA
MNA określa, jakie atomy znajdują się w sąsiedztwie danego atomu, przy czym nie uwzględnia typów wiązań, a jedynie walencyjności i ładunku cząstkowe atomów. Kolejne poziomy MNA opisują kolejnych sąsiadów danego atomu.
Deskryptor MNA dla danego atomu tworzy się następująco:
1. Jako poziom zerowy przyjmuje się symbol danego pierwiastka, do którego dostawia się z lewej strony znak "-" jeśli atom nie jest częścią pierścienia.
2. Poziomy następnych rzędów zapisuje się, używając symbolu rzędu zerowego danego atomu, po którym dodaje się nawias, w którym znajdują się alfabetycznie uporządkowane deskryptory poprzednich rzędu dla sąsiednich atomów.

Poniżej przedstawiony według zasad MNA został fenol. Przykładowo dla tlenu grupy hydroksylowej poziom zerowy to „-O”, poziom pierwszego rzędu zaś to „(C-H)”, ponieważ tlen ten sąsiaduje z węglem z pierścienia „C”, oraz wodorem „-H”. Deskryptor drugiego rzędu będzie mieć postać –O(C(CC-O)-H(-O)). Obecny jest w nim „-O” pochodzący od tlenu poziomu zerowego oraz "C(CC-O)" od węgla i "–H(-O)" od wodoru.

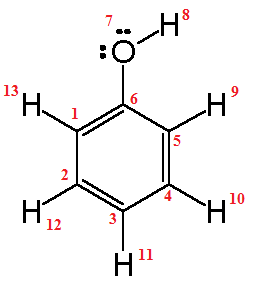
Numeracja atomów fenolu

Tabela 1. Opis fenolu za pomocą deskryptorów MNA.
| Atom | MNA/0 | MNA/1   | MNA/2                    |
| ---- | ----- | ------- | ------------------------ |
| 1    | C     | C(CC-H) | C(C(CC-H)C(CC-O)-H(C))   |
| 2    | C     | C(CC-H) | C(C(CC-H)C(CC-H)-H(C))   |
| 3    | C     | C(CC-H) | C(C(CC-H)C(CC-H)-H(C))   |
| 4    | C     | C(CC-H) | C(C(CC-H)C(CC-H)-H(C))   |
| 5    | C     | C(CC-H) | C(C(CC-H)C(CC-O)-H(C))   |
| 6    | C     | C(CC-O) | C(C(CC-H)C(CC-H)-O(C-H)) |
| 7    | -O    | -O(C-H) | -O(C(CC-O)-H(-O))        |
| 8    | -H    | -H(-O)  | -H(-O(C-H))              |
| 9    | -H    | -H(C)   | -H(C(CC-H))              |
| 10   | -H    | -H(C)   | -H(C(CC-H))              |
| 11   | -H    | -H(C)   | -H(C(CC-H))              |
| 12   | -H    | -H(C)   | -H(C(CC-H))              |
| 13   | -H    | -H(C)   | -H(C(CC-H))              |

Proces tworzenia deskryptorów MNA można wykonywać rekurencyjnie, aż do pokrycia całej cząsteczki, przy czym okazuje się, że deskryptory pierwszego i drugiego rzędu są najbardziej przydatne dla przewidywania właściwości

### Algorytm i interpretacja wyników
Algorytm przewidywania oparty jest statystyce bayesowskiej. Wylicza on prawdopodobieństwo wystąpienia (Pa) lub niewystąpienia (Pi) danej aktywności.
Szczegółowo został opisany przez autorów programu w jednej z publikacji.
Wartości Pa i Pi przyjmują wartości z zakresu od 0,000 a 1,000. Wartość 0,000 oznacza całkowity brak prawdopodobieństwa, natomiast wartość 1,000 pewność. Tylko aktywności z Pa > Pi są uznane za prawdopodobne dla danego związku.
Autorzy podają, że jeśli Pa > 0,7, szansa na eksperymentalne potwierdzenie aktywności jest wysoka, ale w wielu przypadkach związek może okazać się bliskim analogiem znanych substancji leczniczych. Jeśli 0,5 < Pa <0,7, szansa wykazania aktywności jest mniejsza, ale związek nie jest podobny do znanych substancji. Jeśli Pa < 0,5 szansa jest jeszcze mniejsza, ale jeśli zostanie potwierdzona związek może okazać się substancją leczniczą o odmiennej budowie do już znanych, tzw. "NCEs" (ang. New Chemical Entities).

## Jakość obliczeń
Przeprowadzono walidację krzyżową leave-one-out (LOOCV) programu PASS na bazie związków dostępnej w wersji 9.1. Średnia dokładność przewidywania różnych aktywności wyniosła ok. 95,3% Dla poszczególnych aktywności waha się ona od 70,7 (antyneoplastyczna) do 99,9% (inhibitor kinazy 1 aktywowanej przez białko p21 ).
Dokładność analizy PASS zależy od kilku czynników, z których najważniejsza wydaje się być jakość bazy danych. Im obszerniejsza będzie baza, i im bardziej kompletne będą informacje o spektrum aktywności zawartych w niej związków, tym lepsze będą przewidywania programu PASS. Założenie o kompletności zawartych spektrów aktywności nie jest i w praktyce nie może być spełnione. Wykazano jednakże eksperymentalnie, że niekompletność danych na temat substancji nie wpływa znacząco na przewidywane spektrum aktywności. Losowe wykluczenie nawet do 60% informacji z bazy pozwala osiągnąć wciąż zadowalające rezultaty.

## Zastosowania programu PASS
Program PASS należy do zasobu narzędzi badawczych in silico, które w ostatnich latach znalazły szerokie uznanie w naukach farmaceutycznych. Główną zaletą metod in silico jest możliwość pracy nad związkami bez konieczności prowadzenia kosztownej pracy eksperymentalnej. Dalej możliwe jest zdobycie pewnej wiedzy o związkach, które nie zostały jeszcze zsyntetyzowane. Metody in silico same w sobie nie są jednak w stanie dać całościowego obrazu danej substancji czy badanego procesu, więc muszą być stosowane komplementarnie do typowych „mokrych” eksperymentów. Pozwalają jednak zracjonalizować tok eksperymentalny przez ustalenie, które testy warto lub powinno się przeprowadzić, a które można pominąć, a tym samym pozwalają na zaoszczędzenie zasobów finansowych.

### Wybieranie najlepiej zapowiadających się związków do syntezy chemicznej i testów biologicznych.
Synteza i testowanie związków jest bardzo czasochłonne, PASS pozwala zaoszczędzić czas i pieniądze oraz skoncentrować się na najbardziej rozwojowych ścieżkach badawczych.
Geronikaki i współautorzy w poszukiwaniu nowych leków nootropowych, przeanalizowali zbiór możliwych do zsyntetyzowania, wirtualnie zaprojektowanych związków, za pomocą dwóch programów komputerowych – PASS oraz DEREK, służący do przewidywania toksyczności, mutagenności i kancerogenności.
Rozpatrywany był zróżnicowany zbiór 5494 związków z kilkoma typami pierścieni heterocyklicznych (pochodne tiofenu, tiazolu, imidazolu, oksazolu, pirydyny, pirymidyny, diazepiny, tiazepiny, indolu, benzotiazolu, puryny i innych). Po analizie PASS wybrano 8 związków z najwyższym prawdopodobieństwem działania polepszającego funkcje poznawcze (oraz z niskimi prawdopodobieństwami działań toksycznych). Pięć z wartością Pa między 60% a 70%, trzy z Pa > 70%.
Doświadczalnie wykazano następnie, że wszystkie wybrane substancje mają wyraźne działanie antyamnestyczne i znacznie redukują amnezję indukowaną skopolaminą związaną z biernym odruchem unikania (PAR, z ang. passive avoidance reflex).
Cztery związki miały efekt większy lub porównywalny (i to w znacznie mniejszym stężeniu) do klasycznego leku, piracetamu (dawka 600 mg/kg).
Warte podkreślenia jest, że analiza PASS pozwoliła w tym przypadku na odkrycie związków o określonym działaniu wśród substancji jeszcze niezsyntetyzowanych, w klasach, w których nie znano dotąd związków o takim działaniu.

### Odkrywanie nowych aktywności i mechanizmów działania znanych substancji[7].
Ostatnimi czasy, w związku z pewnym kryzysem innowacyjności w przemyśle farmaceutycznym oraz spadkiem liczby nowych związków wprowadzanych na rynek spowodowanym m.in. faktem, iż dużo związków o obiecującej farmakologii odpada na etapie badania toksyczności, bardzo popularne stało się przekwalifikowywanie starych leków (ang. drug repurposing, drug repositioning). Chemicy medyczni starają się rozwinąć jedno z działań ubocznych starego leku, a zminimalizować pierwotne działanie główne, a jednocześnie zachować korzystną farmakokinetykę pierwotnego związku.
Analiza PASS może być przydatna w procesie przekwalifikowania leków i wskazywać na to, prekursorem, dla jakich nowych klas terapeutycznych może być dany związek. (patrz: Podejście SOSA)

### Przewidywanie działania związków wyizolowanych z roślin[2].
Wiele produktów naturalnych albo jest lekami, albo były podstawą otrzymania innych leków, stąd duży nacisk kładzie się na ich badanie.
Produkty naturalne mają bardzo często bardzo szerokie spektrum działania, którego analizę można przeprowadzić korzystając z programu PASS.
Lagunin i inni przeanalizowali za pomocą PASS spektrum aktywności biologicznej związków wyizolowanych z ziela dziurawca. Program prawidłowo wskazał działania farmakologiczne, w tym uboczne, interakcje pomiędzy poszczególnymi związkami a nawet różnicę w działaniu ziela zebranego w różnych rejonach geograficznych.

### Znajdowanie substancji leczniczych o kilku mechanizmach działania
Kolejnym popularnym ostatnio konceptem w poszukiwaniu nowych leków jest projektowanie leków wielocelowych, które pozwoliłyby na skuteczniejsze leczenie schorzeń (większość chorób można leczyć na więcej niż jednym szlaku biochemicznym) oraz na zmniejszenie ilości zażywanych leków i efektów ubocznych, interakcji.
W pracy na podstawie analizy PASS wyodrębniono 4 substancje o działaniu hipotensyjnym o podwójnym mechanizmie działania, będące jednocześnie inhibitorami konwertazy angiotensyny (ACE) i neutralnej neuropeptydazy (NEP). Przetestowano i potwierdzono interakcje tych związków z dwoma enzymami.

### Znajdowanie związków z pożądanymi właściwościami, a bez niepożądanych działań ubocznych[9].
Program PASS pozwala przewidzieć szerokie spektrum działania farmakologicznego i toksycznego danej substancji. Dzięki temu można szybko wyodrębnić interesujące nas substancje z dużej bazy związków.

## PASS 11.4
Najnowsza wersja programu zawiera 250,407 związków w bazie danych i przewiduje 4444 typy aktywności biologicznych.

## PASSOnline
Od 2000 roku dostępna przez internet jest okrojona wersja programu: PASSOnline. (http://www.pharmaexpert.ru/PASSOnline/). Korzystać z niej może każdy użytkownik po darmowej rejestracji, przesyłając plik MOL badanego związku lub korzystając z wbudowanego edytora struktur. PASSOnline zawiera mniejszą liczbę przewidywanych aktywności oraz stały, nierozbudowywalny zestaw związków w bazie danych. Do 1 grudnia 2009 liczba użytkowników przekroczyła 5000 i ocenie poddano ponad 115000 związków.